# Indicatif régional 239

Carte de l'État de la Floride avec les territoires de ses fuseaux horaires et de ses indicatifs régionaux.

L'indicatif régional 239 est l'un des multiples l'indicatifs téléphoniques régionaux de l'État de la Floride aux États-Unis. Il couvre un territoire situé au sud-ouest de l'État.
La carte ci-contre indique le territoire couvert par l'indicatif 239.
L'indicatif régional 239 fait partie du Plan de numérotation nord-américain.